# Filmrol

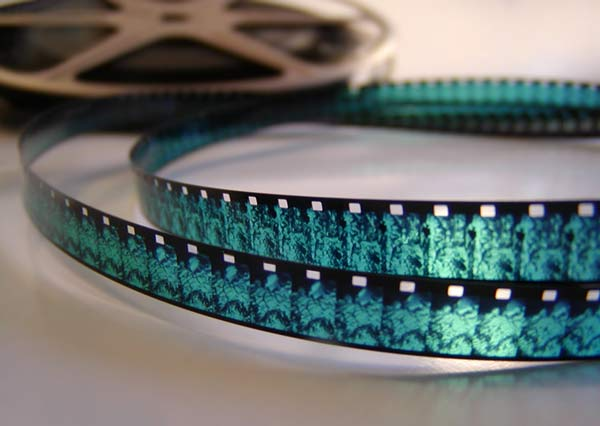
Een filmrol

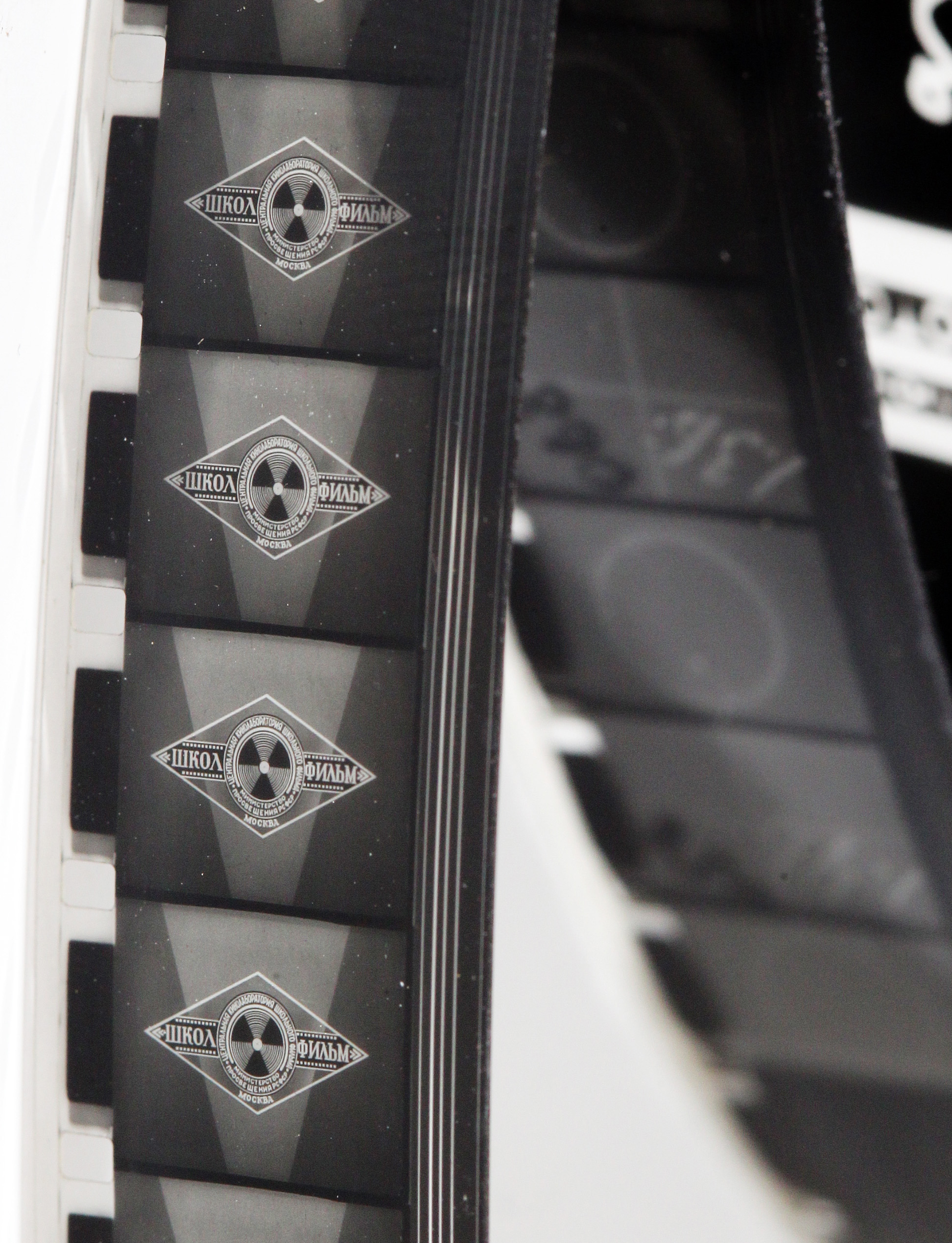
Beelden op een filmrol

Een filmrol is een analoog opslagmedium dat wordt gebruikt voor het opnemend en vastleggen van bewegend beeld, zoals film en animaties. Het wordt opgenomen met een filmcamera, daarna ontwikkeld en bewerkt, om vervolgens te worden geprojecteerd door een filmprojector.

## Beschrijving
De filmrol zelf is een strook transparant substraat. Deze fungeert als drager voor een coating van lichtgevoelige emulsie die erop ligt. Er zijn drie hoofdtypen coatings in gebruik: nitraat, acetaat en polyester. Door het belichten van de filmrol ontstaat een beeld dat chemisch wordt ontwikkeld tot een zichtbare afbeelding.
In de begintijd van de film, omstreeks 1880, waren er filmrollen van papier. De eerste transparante filmrol was gemaakt van celluloid; in 1889 maakte het Amerikaanse bedrijf Eastman Kodak deze commercieel beschikbaar.
Toen er begin 20e eeuw steeds meer films gemaakt werden, ontstond er vraag naar standaardisatie. De 35mm-film werd de standaard, mede door camera's van de gebroeders Lumière, maar hoofdzakelijk doordat Eastman Kodak het filmformaat standaardiseerde. De kleurenfilm werd al eind 19e eeuw toegepast, maar werd pas in 1908 commercieel beschikbaar.
Filmrollen waren tot begin 21e eeuw het meest gebruikte medium voor cinematografie in de filmindustrie, tot digitale formaten deze plek innamen. Dit leidde tot digitale cinematografie, waarbij het opnemen, monteren en projecteren van films op een digitale wijze gebeurt.